# Jack Mortimer
Jack Mortimer ist ein deutscher Fernsehkrimi von 1961. Der Film beruht auf dem Roman Ich war Jack Mortimer von Alexander Lernet-Holenia (1933).

## Handlung
Der Münchner Taxifahrer Herbert Sponer nimmt am Bahnhof den amerikanischen Geschäftsmann Jack Mortimer mit. Als sie langsam durch eine Baustelle fahren, wird Mortimer durchs offene Fenster erschossen. Der Täter ist ein Mann, der ihn schon am Bahnhof verfolgt und sich nun hinter einer Baumaschine versteckt hat. Wegen des Lärms bemerkt Sponer den Tod seines Fahrgasts zunächst nicht. Als er es bemerkt, will er nicht zur Polizei gehen, da er zurzeit illegal Taxi fährt: Seinen Führerschein musste er wegen einer Alkoholfahrt vorübergehend abgeben. Zudem denkt er, niemand würde ihm die Geschichte glauben.
Stattdessen will er seinen Kollegen Haintl überzeugen, mit dem Auto zur Polizei zu fahren, und anzugeben, er sei gefahren. Dieser willigt zunächst ein, weigert sich dann aber doch, als er das Blut im Taxi bemerkt: Sponer war es zunächst nicht aufgefallen und er ging von einem natürlichen Tod aus. Sponers neuer Plan ist nun, die Leiche im Fluss verschwinden zu lassen. Das gelingt auch, währenddessen erfährt Haintl jedoch, dass ein anderer Taxikollege gesehen hat, wie Mortimer zu Sponer ins Auto stieg, und auch das Fahrtziel (Hotel Bristol) mitgehört hat. Die beiden befürchten, dass man Mortimer im Hotel irgendwann vermissen wird, eine Suche einleitet und ihnen schnell auf die Schliche kommen würde. Haintl hat die Idee, dass Sponer in die Rolle Mortimers schlüpft, sich mit dessen Pass im Hotel eincheckt und am nächsten Morgen mit unbekanntem Ziel wieder abreist. Sponer willigt ein, verhält sich beim Einchecken aber sehr nervös.
In der Hotelbar warten schon Larsen und Renz, zwei Geschäftsleute, wegen eines Vertragsabschlusses auf Mortimer, den sie aber nicht persönlich kennen. Sponer vertröstet sie zunächst, lässt sie dann aber doch in sein Zimmer kommen. Er erfährt, dass Mortimer eine riesige Provision kassieren soll, bekommt aber nicht heraus, um was es bei dem Geschäft eigentlich geht. Er bittet sich eine Stunde Bedenkzeit aus und lässt sie in der Bar warten. Kurz darauf taucht eine junge Frau namens Eliza Hall in Sponers/Mortimers Zimmer auf: Sie durchschaut Sponer, da sie Mortimer kennt: Sie ist seine Sekretärin. Die beiden kommen sich näher, und Sponer erzählt ihr die Geschichte von Mortimers Tod. Sie beschließen, dass Sponer die Rolle weiterspielen soll, damit sie die Provision kassieren und irgendwo gemeinsam neu anfangen können.
Sponer ist von Eliza so eingenommen, dass er Inge vollkommen vergessen hat: Sie ist Kellnerin in Sponers und Haintls Stammkneipe und mit Sponer „so gut wie verlobt“. Inge ahnt, dass beide in Schwierigkeiten sind, und bedrängt den betrunkenen Haintl so lange, bis er ihr alles erzählt. Spät in der Nacht, als Sponer und Eliza gerade mit Larsen und Renz in der Hotelbar den Vertragsabschluss feiern, kommt Inge ins Hotel und will Sponer überreden, zur Polizei zu gehen. Er weist sie barsch ab und schickt sie weg. Er ist inzwischen völlig in seiner neuen Rolle aufgegangen und genießt es, nicht mehr das unbedeutende Leben eines Taxifahrers, sondern das eines international agierenden Geschäftsmanns zu leben.
Eliza erzählt Sponer erst am nächsten Morgen, dass es sich bei dem Vertrag um ein illegales Geschäft handelt: Mortimer handelte unter anderem mit Waffen. Sponer wird nervös, auch weil er aus einer vor dem Hotel geparkten Limousine anscheinend beobachtet wird. Eliza und Sponer haben an diesem Morgen einen Termin im Büro von Larsen und Renz, um die Provision zu kassieren. Da jeder Taxifahrer Sponer aber erkennen würde, überzeugt Eliza ihn, dass es besser wäre, sie gehe allein dorthin. Sponer telefoniert mit Haintl und will sich von ihm abholen und zum Bahnhof bringen lassen: Dort soll er Eliza erwarten, damit beide gemeinsam in ihr neues Leben aufbrechen können. Inge hört das Telefonat mit. Sie geht zum Hotel und hält die beobachtenden Männer in der Limousine. Sie erzählt ihnen, dass Sponer sich gleich zum Bahnhof aufmacht. Die Männer sind jedoch offenbar mit Mortimer verfeindete Kriminelle: Einer versteckt sich an der Baustelle an der gleichen Stelle, an der am Anfang Mortimer erschossen wurde, und erschießt Sponer – im Glauben es sei Mortimer.
Eliza hat inzwischen das Geld erhalten und lässt sich mit einem Taxi zum Flughafen bringen – nicht zum Bahnhof, wie mit Sponer vereinbart. Aus dem Funkgerät des Taxis erfährt sie vom gerade verübten Mord an Sponer, was sie regungslos zur Kenntnis nimmt. Erst jetzt wird klar, dass sie Sponer nicht geliebt, sondern ihn ausgenutzt hat, um mit dem Geld allein zu fliehen.

## Unterschiede zur Handlung der Romanvorlage
Der Mord im Taxi sowie Sponers Übernahme von Mortimers Rolle entspricht der Vorlage, jedoch weicht der Film danach von der Handlung des Romans sowie von den zwei früheren Verfilmungen Ich war Jack Mortimer (1935) und Abenteuer in Wien (1952) ab: Der Grund für den Mord war im Original die Eifersucht eines Mannes, dessen Frau Mortimer liebte. Illegale Geschäfte Mortimers gibt es in der Romanvorlage nicht. Kehlmann hatte bereits bei der Wiener Verfilmung von 1952 am Drehbuch mitgearbeitet und die Nebenrolle eines Dokumentenfälschers gespielt.

## Produktion
Der Film wurde im Auftrag des WDR von der Bavaria Atelier GmbH produziert. Die Erstausstrahlung in Deutschland war am 20. August 1961, in der Schweiz am 30. April 1962 und in Österreich am 12. August 1962.